# Santa Elena Poco Uinic
Santa Elena Poco Uinic o simplemente Poco Uinic, es un sitio arqueológico del periodo clásico de la cultura maya localizado en el estado de Chiapas al sur de México conocido principalmente por el hallazgo de una estela de piedra que documenta un eclipse solar que de acuerdo a la inscripción jeroglífica de la cuenta larga tuvo lugar el día 16 de julio del año 790, siendo también uno de los registros más antiguos de este fenómeno astronómico en Mesoamérica y el único en su tipo realizado por la cultura maya del periodo clásico.

## Estela 3
La denominada Estela 3 de Santa Elena Poco Uinic tiene inscrita la fecha en cuenta larga de 9.17.19.13.16 - 5 K'ib' 14 Ch'en junto a un glifo maya de eclipse solar, esta fecha corresponde al día 16 de julio del año 790 d.c.